# Sylwester Wojewódzki
Sylwester Wojewódzki, ps. „Starościński”, „Wojewoda” (ur. w 1892 w Pskowie, zm. 25 kwietnia 1938 w Kommunarce pod Moskwą) – polski komunista, działacz ludowy, porucznik Wojska Polskiego, poseł na Sejm.
Używał m.in. pseudonimów Starościński i Wojewoda.

## Młodość
Wojewódzki pochodził z rodziny szlacheckiej, kultywującej tradycje powstania styczniowego. Wychowany w duchu patriotycznym już w gimnazjum (w Grodnie) prowadził działalność niepodległościową, kierując tzw. kołem samokształceniowym. Za prowadzenie nielegalnego pisma „Jutro” został wydalony ze szkoły na tydzień przed egzaminem maturalnym. W latach 1913–1914 studiował w Instytucie Psychoneurologicznym w Petersburgu. Tam wstąpił do miejscowej organizacji Polskiej Partii Socjalistycznej-Frakcji Rewolucyjnej i poznał innego jej działacza, Jerzego Czeszejko-Sochackiego, z którym ściśle współpracował przez lata swej działalności politycznej.

## Służba wojskowa w czasie I wojny światowej
Po wybuchu I wojny światowej opuścił petersburską uczelnię i wstąpił do szkoły oficerskiej Związku Strzeleckiego. 3 sierpnia 1914 znalazł się w szeregach utworzonej przez Józefa Piłsudskiego Pierwszej Kompanii Kadrowej (pod pseudonimem Stefan). Na terenach okupowanych przez armię austro-węgierską od 1915 tworzył oddziały Polskiej Organizacji Wojskowej, obejmując stanowisko komendanta okręgu piotrkowskiego Komendy Naczelnej nr 4 w Lublinie. Po kilkunastotygodniowym aresztowaniu przeniósł się do Kielc, a następnie od Olkusza, gdzie pełnił funkcję referenta politycznego Komendy Głównej POW. Po abdykacji cesarza Karola I i przejęciu dowództwa nad wojskiem polskim przez Piłsudskiego (11 listopada 1918) brał udział w rozbrajaniu garnizonu austro-węgierskiego w Kielcach.
Od 1917 r. był związany z Józefą z Wróblewskich Starzyńską ps. Zuza, która opuściła dlań swojego męża Stefana.

## Pierwsze lata po wojnie
W odrodzonej Polsce Wojewódzki został zastępcą szefa sztabu Milicji Ludowej PPS (od listopada 1918 do czerwca 1919) do czasu powołania Policji Państwowej. Następnie przydzielony został do Oddziału II Sztabu Generalnego Wojska Polskiego w Wilnie, obejmując stanowisko szefa sekcji polityczno-prasowej. Po zajęciu przez Polaków Mińska w czasie wojny polsko-bolszewickiej, organizował tam z ramienia rządu polskiego instytucje państwowe. W latach 1921–1922 był pełnomocnikiem ds. białoruskich w referacie narodowościowym Oddziału II Sztabu Generalnego WP. Po tym czasie odszedł z wojska.
Jednocześnie prowadził działalność polityczno-społeczną, współtworząc Polski Związek Ludowy „Odrodzenie” i wchodząc w skład jego kierownictwa. Był także redaktorem naczelnym i wydawcą jego organu prasowego Wyzwolenie Ludu. Związek otrzymał 9 mandatów w wyborach do Sejmu Wileńskiego (styczeń 1922), a po wcieleniu Litwy Środkowej do Polski połączył się z PSL „Wyzwolenie”.

## Działalność poselska

### PSL „Wyzwolenie”
Po wstąpieniu do PSL „Wyzwolenie” Wojewódzki prowadził z jego ramienia (na terenie północno-wschodnich województw) kampanię przed wyborami do Sejmu I kadencji 5 listopada 1922, w których uzyskał mandat poselski. W klubie poselskim PSL „Wyzwolenie” pełnił na krótko funkcję sekretarza i zasiadał w Zarządzie Głównym partii. Kolejne lata przyniosły jednak narastanie rozbieżności poglądów w kwestii założeń programowych i taktyki między poszczególnymi frakcjami stronnictwa. Redakcja Wyzwolenia Ludu, nazywana „grupą Wojewódzkiego” sprzeciwiała się popieraniu przez kierownictwo partii rządu Władysława Grabskiego (krytyka sposobu przeprowadzenia reformy skarbu państwa, uchwalenie tzw. ustaw językowych). Z PSL „Wyzwolenie” wystąpili w czerwcu 1924 dwaj białoruscy posłowie, w tym członek zespołu redakcyjnego Wyzwolenia Ludu Stanisław Ballin.
Poglądy Wojewódzkiego coraz bardziej się radykalizowały. Domagając się przeprowadzenia reformy rolnej bez wykupu, na wiosnę 1924 sam przeprowadził parcelację odziedziczonego po ojcu dużego majątku na rzecz pracujących na nim chłopów. Dla rodziny pozostawił kawałek ziemi z parterowym domem, sad owocowy i kilkadziesiąt hektarów lasu.

### Niezależna Partia Chłopska
10 listopada 1924 wystąpił ostatecznie z PSL „Wyzwolenie” wraz z trzema innymi posłami po uchwaleniu wotum zaufania dla rządu Grabskiego. Następnego dnia (11 listopada) w specjalnej odezwie ogłosił powstanie Niezależnej Partii Chłopskiej (NPCh) i jej klubu parlamentarnego, do którego poza nim wstąpiło 6 posłów. Wojewódzki wszedł w skład Zarządu Głównego, a następnie Komitetu Centralnego NPCh. W nowej partii kierował Wydziałem Prasowym (organem NPCh było Wyzwolenie Ludu, które – ścigane przez cenzurę – wielokrotnie zmieniało swą nazwę).
Nowy klub poselski NPCh w sejmie współpracował ściśle z innymi przedstawicielami ówczesnej skrajnej lewicy, a także z działającą nielegalnie Komunistyczną Partią Polski. Kluby zgłaszały wspólne interpelacje, głosowały jednolicie i razem organizowały wszelakie formy protestów i manifestacji. W tym czasie Wojewódzki odbył podróż poselską do ZSRR, nabierając przekonania o skutecznym przeprowadzaniu tam reform społeczno-polityczno-gospodarczych, o czym obszernie informował czytelników organów prasowych NPCh.
Partia Wojewódzkiego nie poparła jednoznacznie przewrotu majowego, on sam żywił jednak nadzieję na uzdrowienie życia politycznego w kraju i realizację przez Józefa Piłsudskiego ideałów lewicy. Niedługo jednak po tym zupełnie zmienił swoje stanowisko i aktywnie walczy z marszałkiem, stając się jednym z jego zaciekłych wrogów.
Od jesieni 1926 nasiliły się ataki władz sanacyjnych na NPCh. Łamano wielokrotnie prawo nietykalności poselskiej (rewizje, pobicia), konfiskowano prasę i wydawnictwa ugrupowania, odmawiano także organizowania wieców partyjnych. Na posiedzeniu Sejmu 10 grudnia 1926 przedstawiono wniosek sądowy o wydaniu kilku posłów lewicowych (w tym Wojewódzkiego) na rzecz organów ścigania. Nie został on jednak rozpatrzony.
W styczniu 1927 aresztowani zostali czterej posłowie Białoruskiej Włościańsko-Robotniczej Hromady i jeden z posłów NPCh (Feliks Hołowacz). Na posiedzeniu Sejmu 25 stycznia posłowie lewicy przedstawili wniosek o uwolnienie aresztowanych, a później także o wotum nieufności dla ówczesnego rządu Piłsudskiego. Po ostrej wymianie zdań między Wojewódzkim a składającym w tej sprawie oświadczenie wicepremierem Kazimierzem Bartlem marszałek Maciej Rataj poddał pod głosowanie wniosek o wykluczenie Wojewódzkiego z posiedzeń sejmowych na miesiąc, który został przyjęty. Było to ostatnie posiedzenie Sejmu z jego udziałem.
Ostateczny cios zadano również Niezależnej Partii Chłopskiej, która 21 marca 1927 została zdelegalizowana. Ugrupowanie działało jeszcze kilka miesięcy w podziemiu, publikując komunikaty i odezwy do zwolenników partii.

#### Przed sądem marszałkowskim
W czasie tego samego posiedzenia, z którego Wojewódzki został wykluczony, 28 stycznia prorządowy tygodnik Głos Prawdy oskarżył go o to, że w czasie pełnienia funkcji posła do 1923 był płatnym agentem kontrwywiadu Oddziału II Sztabu Generalnego WP, a także, że był agentem wywiadu sowieckiego. W celu wyjaśnienia sprawy Wojewódzki zażądał od marszałka Rataja zwołania sądu marszałkowskiego, w skład którego weszli: Józef Chaciński, Juliusz Poniatowski i Ignacy Daszyński.
Po przeprowadzeniu 13 posiedzeń sądu 3 marca 1927 skład sędziowski wydał wyrok uniewinniający (nie znaleziono dowodów potwierdzających oskarżenia Głosu Prawdy). „Sprawa Wojewódzkiego” wywołała oburzenie opinii publicznej i posłów opozycji parlamentarnej.

## Działalność w Komunistycznej Partii Polski
Nieznana jest dokładna data wstąpienia Wojewódzkiego do Komunistycznej Partii Polski (prawdopodobnie był to początek 1928 roku). Przynależność do KPP była jedynie formalnością, bowiem już od kilku lat, a zwłaszcza po przewrocie majowym „przesuwał się” coraz bardziej „na lewo”, aktywnie współpracując z komunistami.
Pod koniec 1927 razem ze Stanisławem Ballinem uczestniczył w pracach Centralnego Komitetu dla Wysyłania Delegatów Robotniczych i Chłopskich do Związku Radzieckiego. Na początku 1928 roku wyjechał do Sopotu, gdzie mieściła się tymczasowa siedziba Komitetu Centralnego KPP, gdzie pracował w Wydziale Rolnym KC. Był współinicjatorem utworzenia legalnie działającego Zjednoczenia Lewicy Chłopskiej Samopomoc, nawiązującego do programu Niezależnej Partii Chłopskiej. Zajmując stanowisko w Wydziale Rolnym, Wojewódzki był jednocześnie przedstawicielem partii w Międzynarodówce Chłopskiej, znając się osobiście z zastępcą jej sekretarza, Tomaszem Dąbalem. W 1928 ponownie przebywał w ZSRR (razem z kilkoma byłymi działaczami NPCh i Stanisławem Wójtowiczem, twórcą ZLCh „Samopomoc”).
Z ramienia KC KPP brał udział w przygotowaniach do Europejskiego Kongresu Chłopskiego, który odbył się w dniach 27–29 marca 1930 w Berlinie. Po jego zakończeniu został aresztowany, a po wypuszczeniu na wolność otrzymał nakaz opuszczenia Niemiec i powrotu do Polski. Świadomy tego, że i w kraju groziło mu aresztowanie, Wojewódzki zdecydował się na emigrację do ZSRR.

## Wyjazd do ZSRR, aresztowanie przezOGPU, więzienie sowieckie, śmierć
W czerwcu 1931, po wcześniejszym uzgodnieniu tej decyzji z KC KPP, wypłynął statkiem z Gdańska do Leningradu, gdzie miał kontynuować swoją działalność polityczną. Po opuszczeniu statku (9 czerwca 1931) Wojewódzki został aresztowany przez OGPU, 16 marca 1933 skazany przez Kolegium OGPU na dziesięć lat więzienia z oskarżenia o szpiegostwo. Więziony w politizolatorze w Jarosławlu. 25 kwietnia 1938, Kolegium Wojskowe Sądu Najwyższego ZSRR skazała przebywającego od 1931 w więzieniu Wojewódzkiego na śmierć przez rozstrzelanie (formalnie aresztowany w związku ze sprawą 22 marca 1938) za uczestnictwo w antysowieckiej organizacji dywersyjno-terrorystycznej. Rozstrzelany w miejscu egzekucji Kommunarka pod Moskwą tego samego dnia.
Oficjalnie zrehabilitowany w grudniu 1956 postanowieniem Kolegium Wojskowego SN ZSRR.

## Odznaczony
Za służbę w Legionach Polskich odznaczony Odznaką Pamiątkową „Pierwszej Kadrowej” za działalność w POW odznaczony(dwukrotnie) Krzyżem Walecznych (1922), oraz Krzyżem POW